# Val d’Arcomie
Val d’Arcomie ist eine französische Gemeinde im Département Cantal in der Region Auvergne-Rhône-Alpes. Die seit dem 1. Januar 2016 bestehende Gemeinde gehört zum Kanton Neuvéglise-sur-Truyère im Arrondissement Saint-Flour. Sie ist nach dem Flüsschen Arcomie benannt, der die Gemeindegemarkung tangiert.
Sie entstand als Commune nouvelle per Dekret vom 30. September 2015 durch die Zusammenlegung der bisherigen Gemeinden Loubaresse, Faverolles, Saint-Just und Saint-Marc. Diese sind seither Communes déléguées und wiesen im Jahr 2013 insgesamt 999 Einwohner auf. Loubaresse ist der Hauptort (Chef-lieu).

## Gliederung
| Ortsteil                       | ehemaliger INSEE-Code | Fläche (km²) | Einwohnerzahl (2021) |
| ------------------------------ | --------------------- | ------------ | -------------------- |
| Faverolles                     | 15068                 | 32,19        | 297                  |
| Loubaresse (Verwaltungssitz)00 | 15108                 | 28,24        | 458                  |
| Saint-Just                     | 15195                 | 17,06        | 159                  |
| Saint-Marc                     | 15197                 | 08,78        | 056                  |

## Geographie

### Nachbargemeinden
| Alleuze00             | Anglards-de-Saint-Flour | 00Ruynes-en-Margeride, 00Chaliers |
| Fridefont00           | Windrose                | 00Chaulhac *                      |
| Albaret-le-Comtal *00 | Les Monts-Verts *       | 00Albaret-le-Comtal *             |

* Diese Nachbargemeinden liegen im Département Lozère.

## Sehenswürdigkeiten

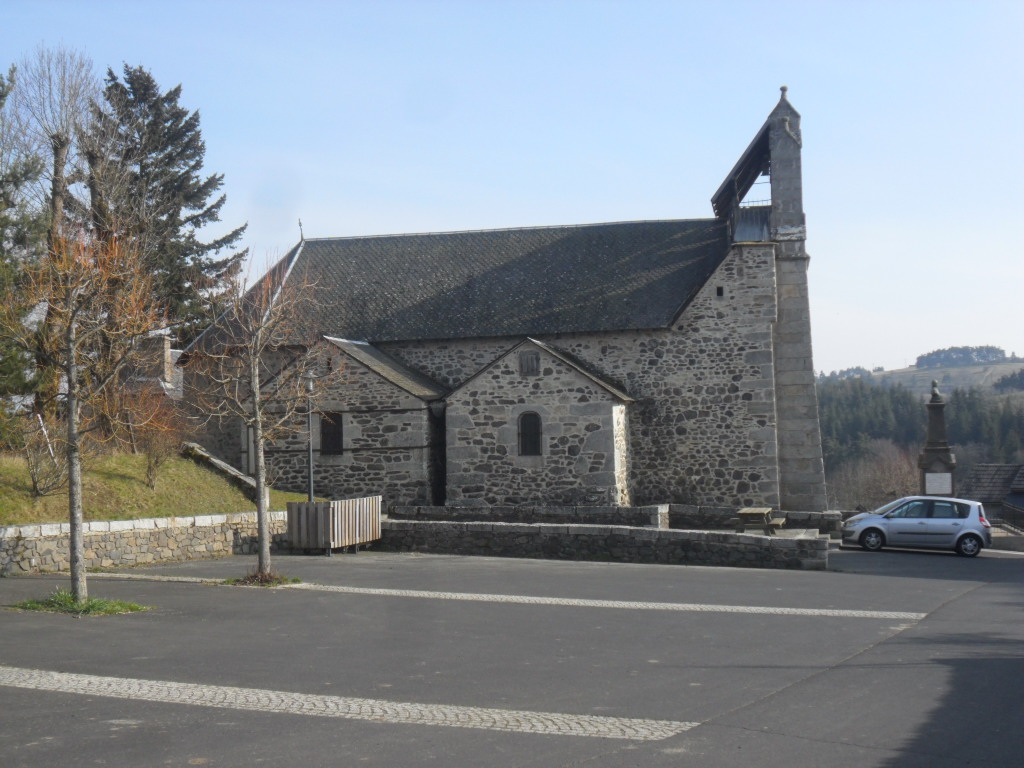
Himmelfahrts-Kirche im Ortsteil Loubaresse